# Публий Корнелий Секуларис
Публий Корнелий Секуларис (на латински: Publius Cornelius Saecularis) е политик и сенатор на Римската империя през 3 век.
През 258 г. той е суфектконсул, от 260 г. е praefectus urbi. През 260 г. Секуларис е редовен консул заедно с Гай Юний Донат. Тази година консули в Галия са император Постум и Хонорациан.